# Molekulární mračno

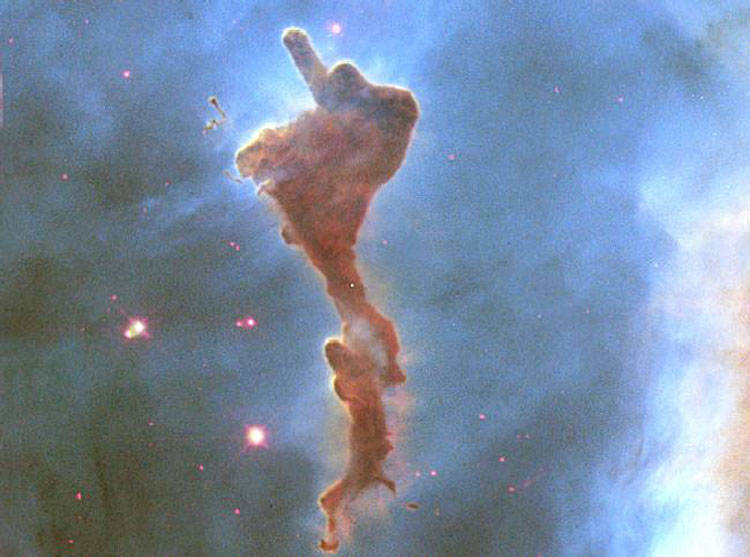
Toto molekulární mračno, které se odpoutalo z Velké mlhoviny Carina, během několika následujících milionů let vlivem záření z blízkých jasných hvězd zanikne. Poblíž lze vidět mladé hvězdy, jejichž obraz zčervenal, protože všudypřítomný prach rozptyluje především modré světlo. Fotografie, pořízená roku 1999 Hubblovým vesmírným dalekohledem, zachycuje oblast o rozměru asi 2 světelných let.

Molekulární mračno (též molekulární mrak či oblak) je druh mezihvězdného mračna, jehož rozměry a hustota umožňují tvorbu molekul, mezi nimiž naprosto převažují molekuly vodíku (H2).

## Pozorování a význam
Protože molekuly vodíku je obtížné zachytit při pozorování v infračerveném nebo rádiovém oboru, astronomové se místo toho snaží zachytit stopy jiných molekul, například oxidu uhelnatého (CO). Ten je v těchto mračnech hned po vodíku nejběžnější, přesto je ho však asi 10 000krát méně. Mezi další zaznamenané molekuly patří oxid uhličitý, voda nebo kyanovodík.
Tzv. obří molekulová mračna mohou mít hmotnost až 10 miliónů Sluncí.
Podle tzv. mlhovinové hypotézy mohou kolapsem molekulárních mračen vznikat nové hvězdy a kolem nich rotující planetární soustavy. Spouštěcím mechanismem může být například výbuch blízké supernovy. Stejným způsobem zřejmě před asi 4,6 miliardami let vznikla i Sluneční soustava.
V roce 2018 zjistila soustava radioteleskopů ALMA spolu s Herschelovou vesmírnou observatoří, že tato mračna obsahují oblasti s vyšší hustotou hmoty – tenké a dlouhé filamenty. Hvězdy vznikají přednostně v těchto filamentech.